# 吕登瀛 (阳高县)
吕登瀛（1888年—20世纪?），山西省阳高县人，中华民国政治人物。

## 生平
吕登瀛早年在日本明治大学法科就读（《大同文史资料》载其1924年毕业于日本东京大学）。回到中国后，他曾出任私立兴贤大学教授、天津特别市政府科长及政府秘书。1930年至1931年，他担任山西省立第三师范学校校长。七七事变后，吕登瀛投靠日本。1937年10月15日，日本扶植的傀儡政权晋北自治政府成立，吕登瀛出任民生厅长。1941年，日军驻大同特务机关所设的西北公论社创办《西北公论》月刊，吕登瀛任社长，实际指挥为日本人顾问松元嘉平。 他还曾担任过晋北自治政府委员、晋北学院教授兼学监、蒙疆洋灰公司副董事长、蒙疆银行监事、晋北实业银行监事。1946年，中国共产党领导的武工队在大同口泉捕获吕登瀛。后事不详。
吕登瀛曾写作《宋代理学概要》。